# Pittura romana

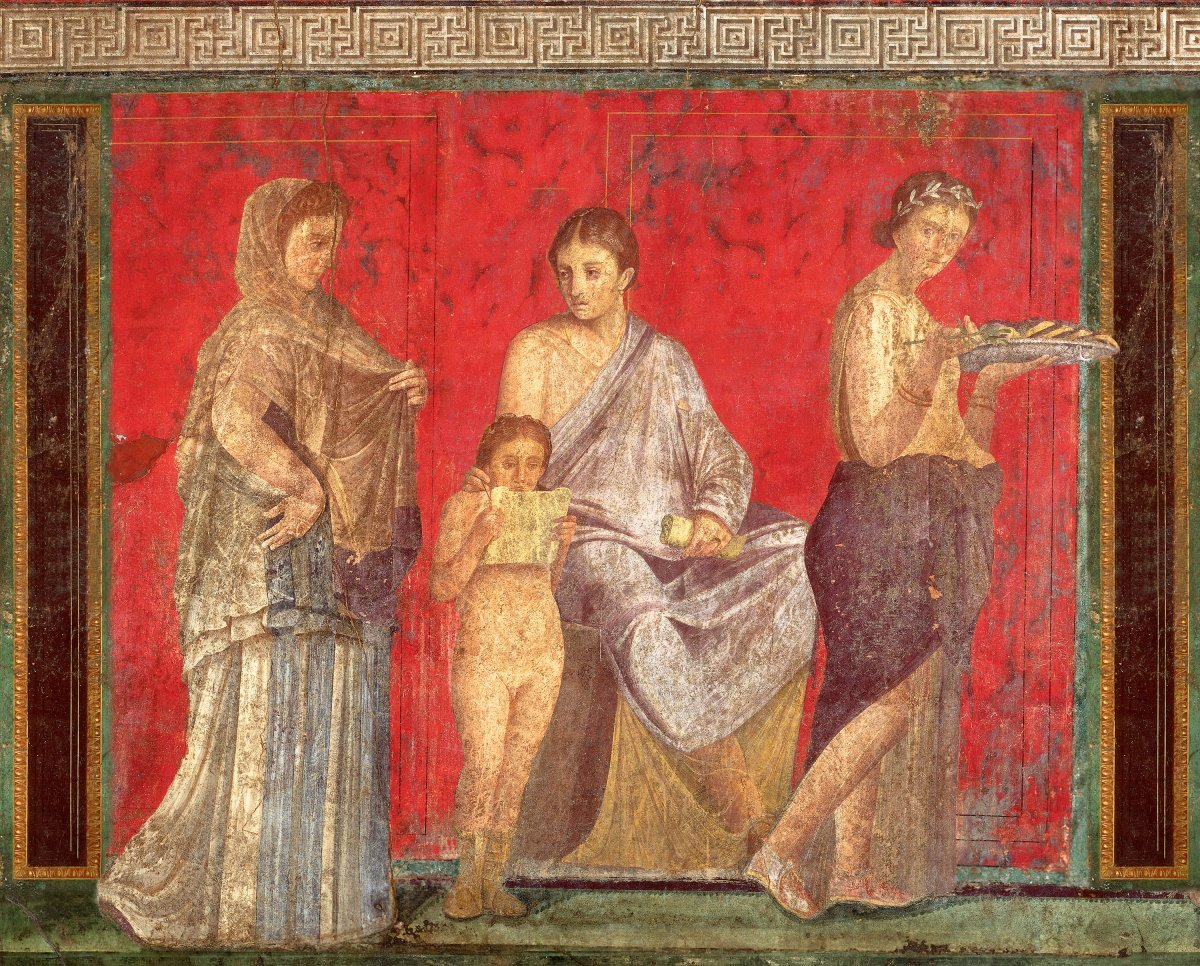
Affresco dalla Villa dei Misteri

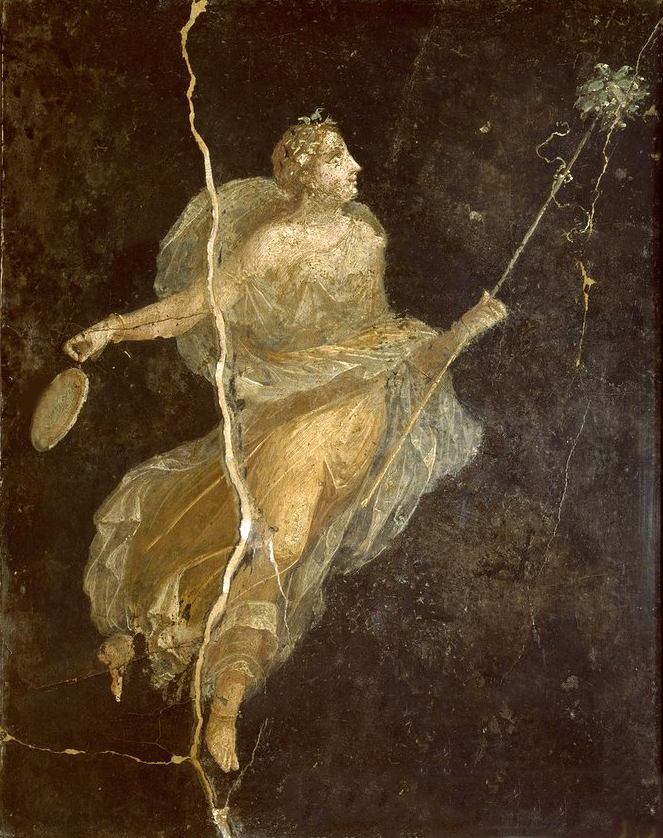
Menade, da Ercolano

La pittura romana è una delle scienze pittoriche che meglio si sono conservate tra quelle della pittura antica. I romani assimilarono in larga parte la pittura greca, imitandone i modelli e le tecniche e creando innumerevoli copie che, in maniera analoga alla scultura, hanno permesso di conoscere, con una certa approssimazione, gli originali perduti.
La straordinaria conoscenza della pittura romana è dovuta soprattutto alle uniche condizioni di preservazione delle città vesuviane di Pompei, Ercolano e Stabia, dove sono stati ritrovati enormi quantitativi di pitture, soprattutto affreschi parietali. Le pitture pompeiane sono databili tra il II secolo a.C. e la data dell'eruzione, il 79 d.C.
Un altro grande serbatoio di pitture romane sono i ritratti su tavola delle mummie del Fayyum in Egitto, databili tra la fine del I secolo a.C. e la metà del III secolo d.C.
Ma la stessa Roma ha preservato alcuni notevoli esempi di pitture, come quelli delle case del Celio, spesso analoghe agli esemplari pompeiani ma più antiche, confermando come i modelli venissero innanzitutto elaborati nella capitale e da qui si diffondessero nelle province.

## Epoca repubblicana

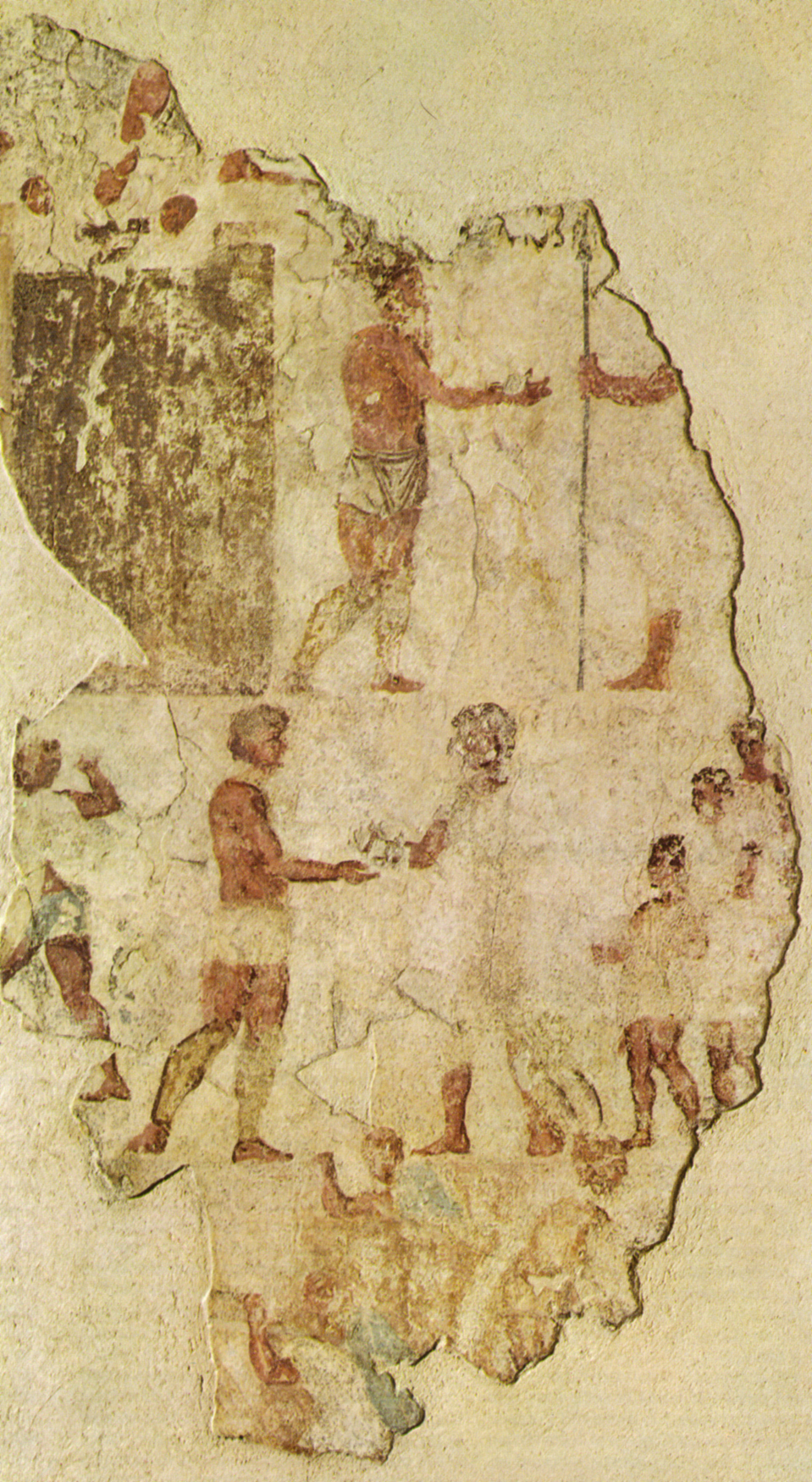
Affresco con scena storica dalla necropoli dell'Esquilino, tra le prime testimonianza di pittura su affresco romana pervenutaci

Almeno fin dalla fine del VII secolo a.C. la pittura ebbe una grande importanza nella produzione artistica medio-italica, come testimoniano le pitture nelle tombe etrusche, apule e campane nonché le fonti letterarie. A Roma si hanno testimonianze dalla prima metà del V secolo a.C., con la citazione dei pittori italioti e sicelioti Damofilo e Gorgaso, autori della decorazione pittorica del tempio di Cerere, fondato da Spurio Crasso nel 493 a.C.. Ciò testimonia la presenza di artisti di varia provenienza, ma non l'esistenza a Roma di una scuola pittorica con caratteri peculiari.
Alla fine del IV secolo a.C. è tramandato un nome di un pittore (mentre non si conserva il nome di alcuno scultore), Fabius Pictor, attivo nella decorazione del tempio della Salus nel 304 a.C. e probabilmente di famiglia patrizia, come suggerisce il nome (della gens Fabia). La pittura a quell'epoca aveva un fine prevalentemente pratico, ornamentale e soprattutto celebrativo. Si è ipotizzato che la decorazione di Fabius fosse a carattere narrativo e storico e che la pittura repubblicana con scene delle guerre sannitiche nella necropoli dell'Esquilino possa essere derivata da tali opere (fine IV, inizio III secolo a.C. la datazione più probabile).

### Pittura trionfale
Dal III secolo a.C. si ha la documentazione di pitture "trionfali", cioè di dipinti portati nei cortei dei trionfi con le narrazioni di eventi della campagna militare vittoriosa o l'aspetto delle città conquistate. La pittura trionfale ebbe sicuramente influenza nel rilievo storico romano. Un primo esempio di questo genere di pittura lo troviamo quando il consolare Manio Valerio Massimo Messalla volle pubblicizzare le proprie vittorie su Cartaginesi e Siracusani creando una serie di pitture parietali (tabula proelii) nella Curia del Senato romano. Un secondo esempio ci viene raccontato, ancora una volta da Gaio Plinio Secondo, e riguardava la rappresentazione delle vittorie di Lucio Scipione su Antioco III degli anni 190-188 a.C. (tabulam victoriae suae Asiaticae, questa volta poste sul Campidoglio). Un terzo esempio riguardava invece la vittoria romana sulle forze macedoniche a Pidna (nel 168 a.C.), dove le rappresentazioni pittoriche furono esibite dal vincitore Lucio Emilio Paolo durante la processione trionfale (pictorem ad triumphum excolendum).
Questo genere di pittura venne utilizzato anche durante tutto il periodo imperiale come ci racconta ad esempio la Historia Augusta riguardo alle campagne militari vittoriose di Massimino Trace (235-237). In questa circostanza:
(Historia Augusta - I due Massimini, 12.10-11.)

### Epoca sillana e cesariana

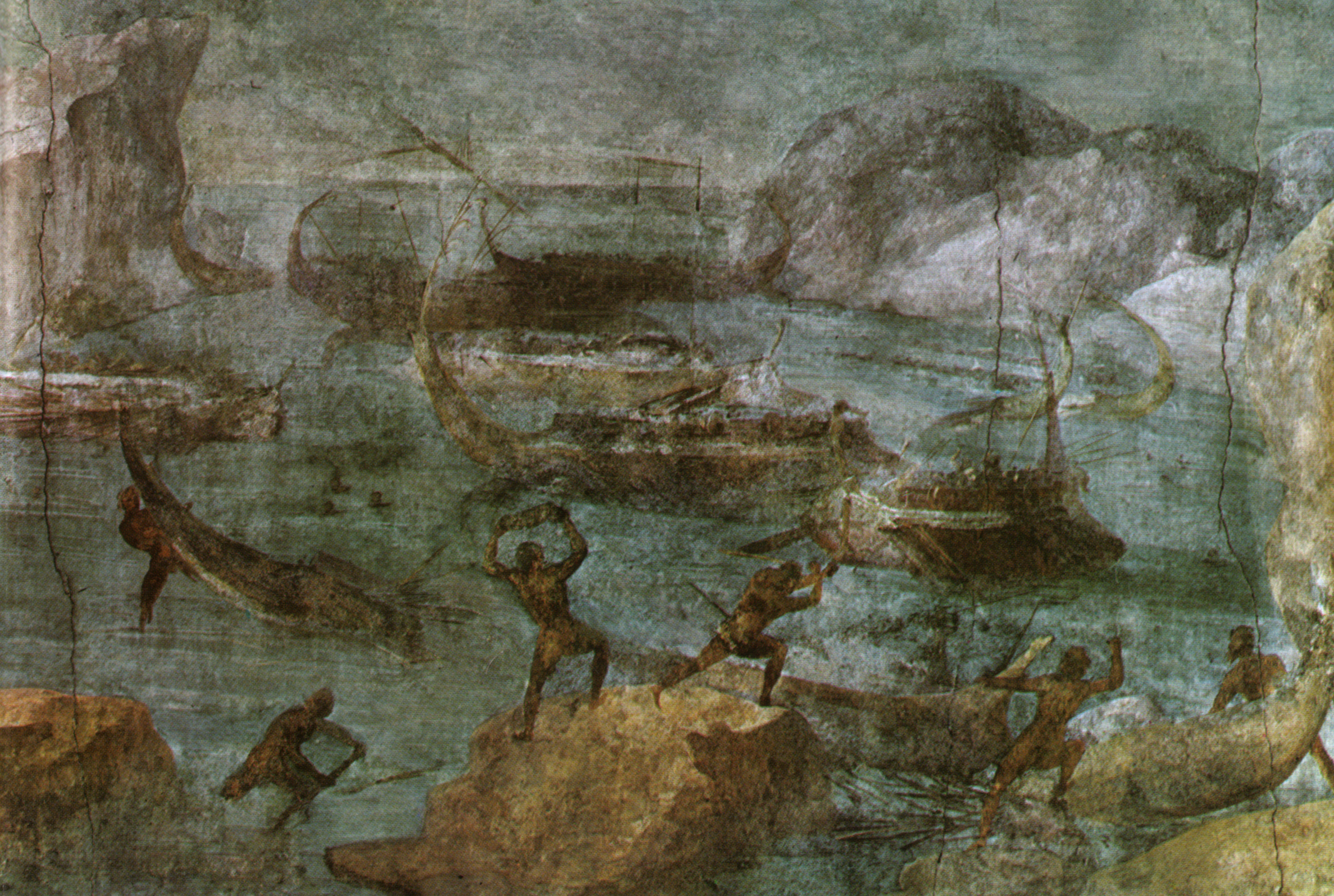
Casa di via Graziosa, scena dell'Odissea (Attacco dei Lestrigoni)

In epoca sillana e cesariana si colloca la costituzione di una tradizione pittorica romana. Essa viene detta anche "pompeiana", perché studiata nei cospicui ritrovamenti di Pompei e delle altre città vesuviane sommerse dall'eruzione del 79, anche se il centro della produzione artistica fu sicuramente Roma.
Assieme alle sculture, erano arrivate in Italia anche numerosissime pitture greche e molti pittori si erano trasferiti a Roma dalla Grecia, dalla Siria, da Alessandria. Mentre Plinio il Vecchio si lamentava della decadenza della pittura (intendendo che la vera pittura di merito era quella su tavola, non quella parietale), era già in vigore il "quarto stile", dall'esuberante ricchezza decorativa.
Era tipico per una casa signorile avere ogni angolo di parete dipinta, da cui deriva una straordinaria ricchezza quantitativa di decorazioni pittoriche. Tali opere però non erano frutto dell'inventiva romana, ma erano un ultimo prodotto, per molti versi banalizzato, dell'altissima civiltà pittorica greca.

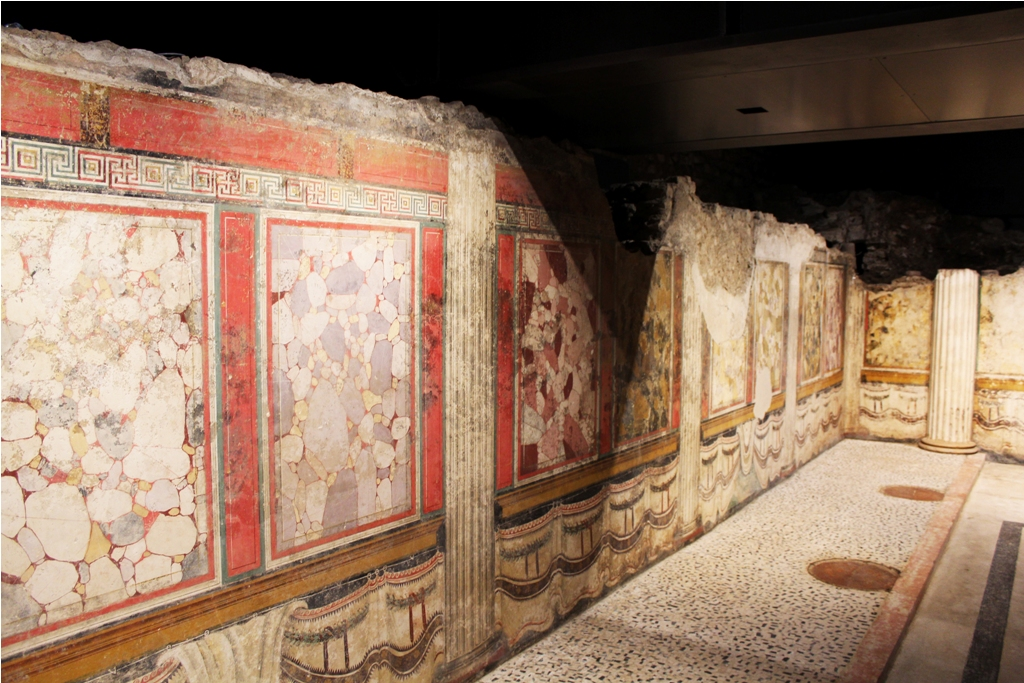
Affreschi in secondo stile pompeiano nel Santuario repubblicano di Brescia

Si individuano quattro "stili" per la pittura romana, anche se sarebbe più corretto parlare di schemi decorativi. Il primo stile ebbe una documentata diffusione in tutta l'area ellenistica (incrostazioni architettoniche dipinte) dal III-II secolo a.C. Il secondo stile (finte architetture) non ha invece lasciato tracce fuori da Roma e le città vesuviane (eccezion fatta per le pareti affrescate del Santuario repubblicano di Brescia), databile dal 120 a.C. per le proposte più antiche, fino agli esempi più tardi del 50 a.C. circa. Questo è forse un'invenzione romana. Il quarto stile, documentato a Pompei dal 60 d.C., è molto ricco, ma non ripropone niente di nuovo che non fosse già stato sperimentato nel passato. In seguito la pittura si inaridì gradualmente, con elementi sempre più triti e con una tecnica sempre più sciatta.
Tra gli esempi più interessanti dell'epoca vi sono gli affreschi con scene dell'Odissea dalla Casa di via Graziosa, databili tra il 50 e il 40 a.C., probabilmente delle copie eseguite con diligenza (e qualche errore, come nei nomi in greco dei personaggi) di un originale alessandrino perduto databile attorno al 150 a.C.: in queste opere si nota per la prima volta in ambito romano un disporsi compiuto delle figure nello spazio illusionistico della rappresentazione, che sembra quindi "sfondare" la parete.

## Prima epoca imperiale
Tra il 30 e il 25 a.C. poteva dirsi pienamente compiuto lo sviluppo del secondo stile pompeiano, con esempi importanti sia a Roma che nelle città vesuviane. Ascrivibile al terzo stile è la decorazione della Casa della Farnesina (di viva freschezza nelle scene pastorali, battaglie navali, vedute portuali, ecc., attribuite al pittore Ludius o Studius, del quale parla Plinio, 30-20 a.C. circa) o la Casa del Criptoportico a Pompei.

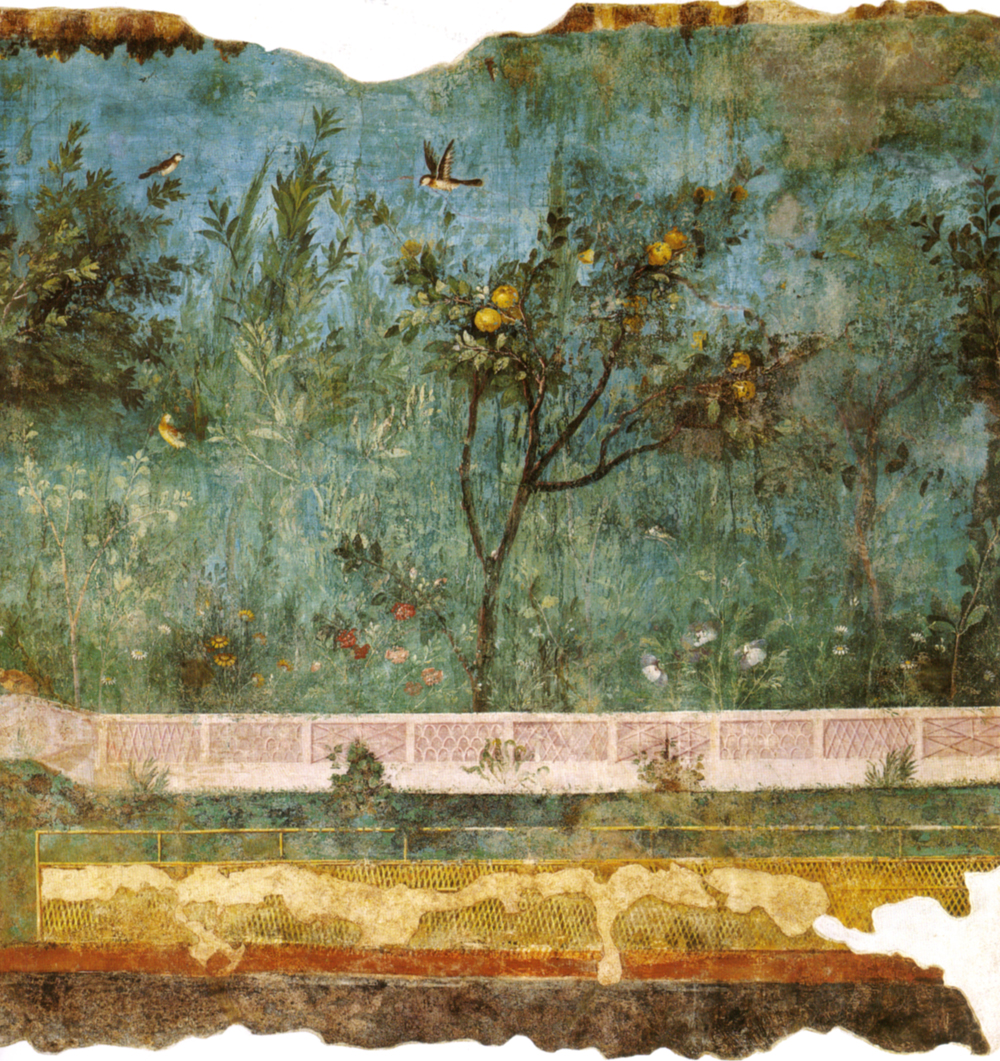
Villa di Livia

A cavallo tra la fine del regno di Augusto e l'epoca claudia si collocano gli affreschi della grande sala della villa di Prima Porta di Livia, con la veduta di un folto giardino. Decoratori delle stesse maestranze decorarono probabilmente anche l'Auditorium di Mecenate (oggi in larga parte perdute senza un'adeguata catalogazione fotografica dopo il ritrovamento). La pittura di giardini illusionistici deriva da modelli orientali (esempi di qualità più bassa si trovano per esempio in alcune tombe della necropoli di Alessandria) ed in particolare a Prima Porta. Grazie allo sfondo azzurrino e arioso, steso con fini variazioni, è un rarissimo esempio di pittura antica che esprima oltre al senso spaziale anche quello dell'atmosfera.
Forse risale all'epoca di Augusto anche la famosa sala della villa dei Misteri, dove sono mescolate copie di pitture greche e inserzioni romane.
Nella Casa di Livia sul Palatino, a Roma, troviamo un esempio classico di secondo stile, col "fregio giallo", festoni appesi tra colonne dipinte, e spunti paesistici con fauna, vivace esempio di pittura a macchia in chiaroscuro derivata da modelli alessandrini. Le pitture murali, oggi staccate e conservate presso il Museo Nazionale Romano di Palazzo Massimo, raffigurano un giardino illusionistico ed erano concepiti per dare l'impressione di uno spazio aperto.
Ma se gli artisti romani riguardo ai temi già praticati dall'arte ellenistica seppero porsi con continuità in quella tradizione, per quanto riguarda i temi locali, privi di modello come le scene storiche o di vita quotidiana, la produzione fu caratterizzata da risultati più periferici e modestamente popolari (come nella pittura con processione della Casa di via dell'Abbondanza a Pompei).

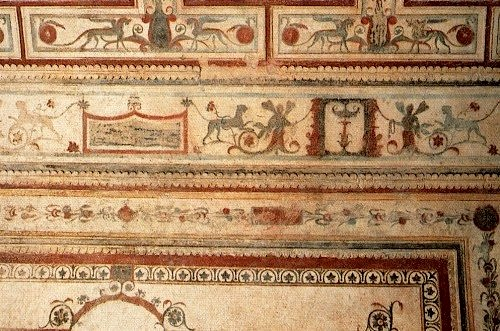
Grottesche di quarto stile nella Domus Aurea

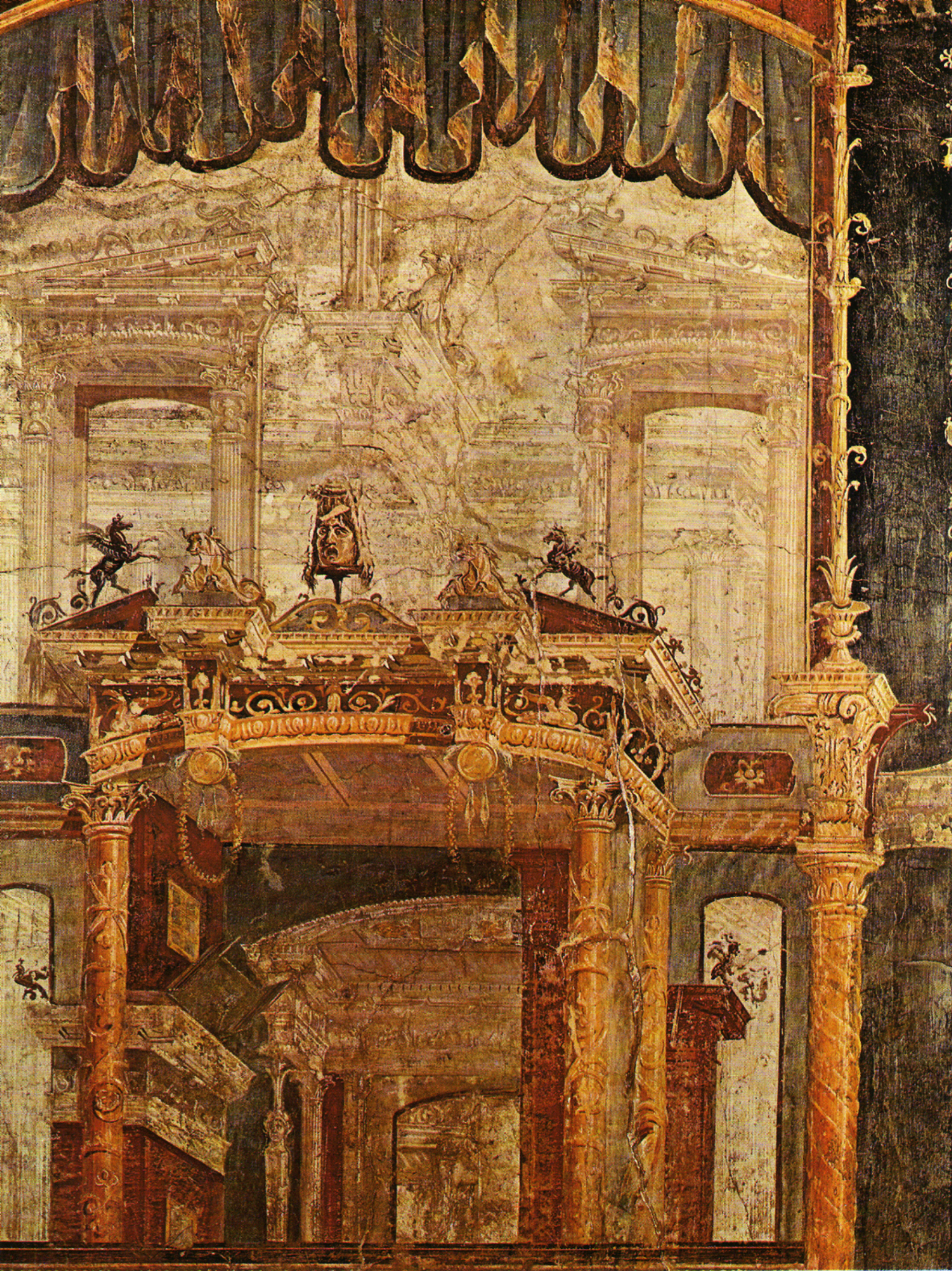
Affresco con architetture fittizie, dalla basilica di Ercolano

Le ricostruzioni dopo il terremoto di Pompei del 62 videro nuove decorazioni, per la prima volta nel cosiddetto quarto stile, forse nato durante la decorazione della Domus Transitoria e della Domus Aurea, legate ai nomi del pittore Fabullus e di Nerone stesso.
La distruzione di Pompei e delle altre città vesuviane avvenne sotto i Flavi, conservando una grande quantità di pitture dell'epoca augustea e giulio-claudia, anche se di livello più "artigianale" che artistico. Tra i migliori esempi ci sono:
- Pompei:
  - la casa dei Vettii,
  - la casa di Loreio Tiburtino,
  - la casa di Giulia Felice,
  - la casa di Pinario Ceriale
- Ercolano
  - la casa dei Dioscuri,
  - la casa del Poeta tragico,
  - la casa del Citarista
  - la basilica di Ercolano
- Stabia
  - decorazioni di ville e abitazioni più eleganti, dove si notano le mani di artisti-decoratori di maggior raffinatezza e più viva inventiva.

## Epoca traianea
Per la pittura nell'età di Traiano non è disponibile l'ampio catalogo rappresentato dalle città vesuviane, sepolte dall'eruzione del 79 d.C. Anche a Roma e nelle città italiche la presenza di pitture di questo periodo è molto scarsa.
Risalgono invece all'epoca di Traiano i più cospicui resti di decorazioni pittoriche nelle province europee dell'Impero: Vienne in Gallia, Magdalensberg in Austria, Aquileia, Carnuntum, Aquincum, Savaria, Scarabantia. Ciò testimonia il diffuso benessere che ebbe luogo anche nelle province.

## Epoca adrianea
Pochi sono i documenti pittorici superstiti dell'epoca di Adriano e tutti dimostrano una sostanziale ripetizione dei modelli di decorazione parietale tradizionali, come i piccoli paesaggi entro grandi campiture di colore. Quasi assenti sono le architetture fittizie dipinte. Stucchi bianchi e eleganti fregi policromi sono stati rinvenuti nel sepolcro degli Anici e Valeri e in quello dei Pancrazi sulla via Latina, forse risalenti al primo periodo antoniniano.

## Gli Antonini

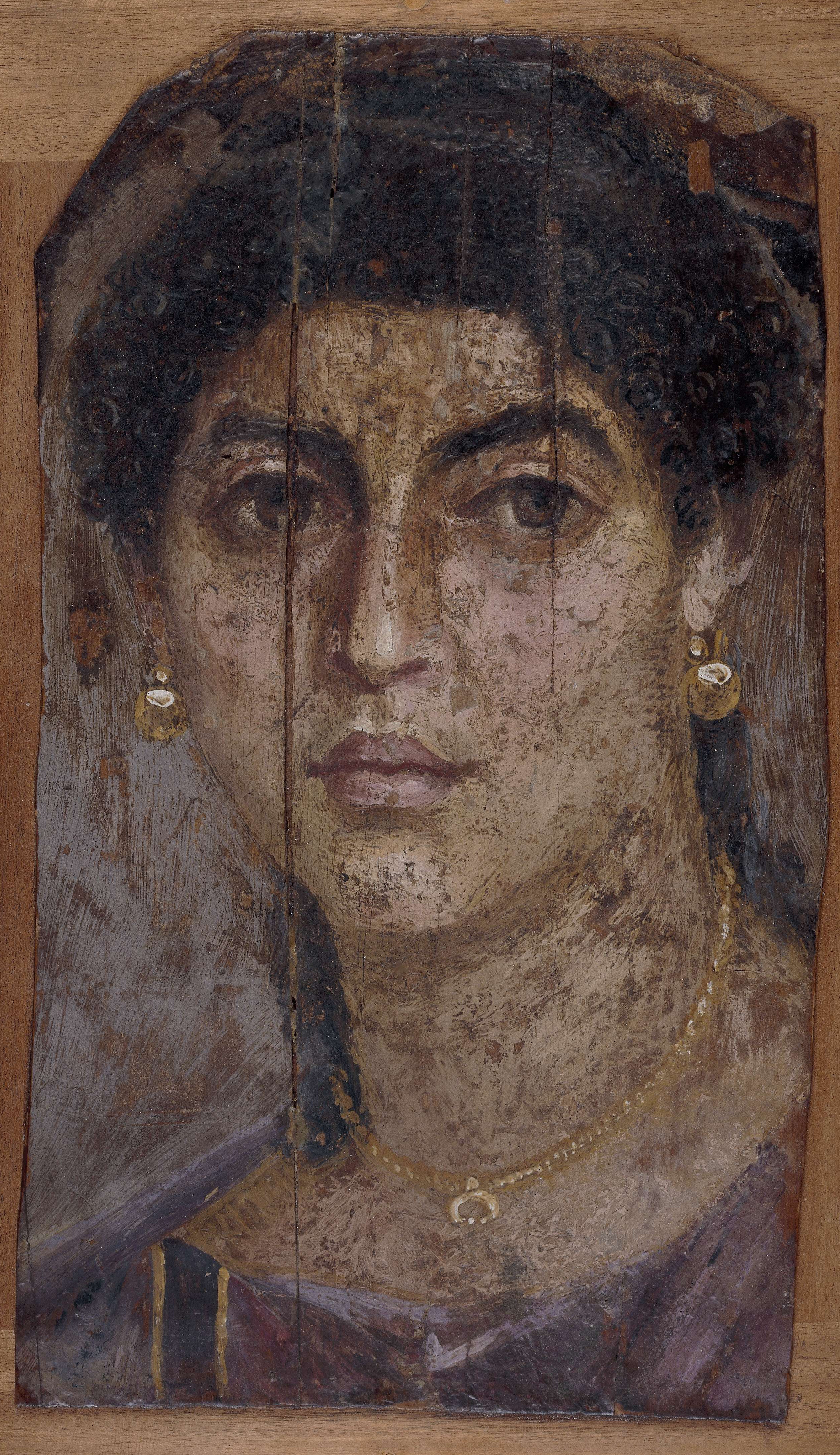
Ritratto del Fayyum

I resti di pitture prodotte sotto la dinastia degli Antonini, mancando la straordinaria testimonianza delle città vesuviane, sono molto scarsi. Tra questi sono significative le pitture di una villa scavata sotto la basilica di San Sebastiano sull'Appia. Tra i vari ambienti con decorazioni più tarde, si trova anche uno di epoca antonina, con piccoli paesaggi che svolgono, con alcune differenze sintattiche, lo stile dell'epoca flavia.
Alla scarsità di pitture riferibili a questo periodo in area italica fa da compensazione la straordinaria produzione di ritratti del Fayyum, conservati grazie alle eccezionali condizioni atmosferiche dell'Egitto. Si trattava di ritratti eseguiti dipinti per privati quando erano ancora in vita e conservati in casa; dopo la morte venivano applicati sulle bende della mummia, con piccoli adattamenti. In queste opere, che dovevano essere comuni in tutto l'impero, si rileva come la tradizione ellenistica continuasse immutata nelle asiane zone dove aveva avuto origine.

## Epoca severiana
Per la pittura sotto i Severi, oltre ad avere scarso materiale pervenutoci, si possono ipotizzare solo datazioni ipotetiche, ricavate dallo studio dello stile di alcuni ritratti del Fayyum nei quali si nota una semplificazione dei piani, una maggiore evidenza dei contorni e un'intensità fissa dello sguardo accentuata dagli occhi particolarmente grandi. Queste caratteristiche, ben diverse dalla ricca plasticità dell'epoca antoniniana, troverebbero riscontro nei ritratti di fanciulli e giovanetti prodotti a Roma, tutti attribuibili al periodo dell'anarchia militare.

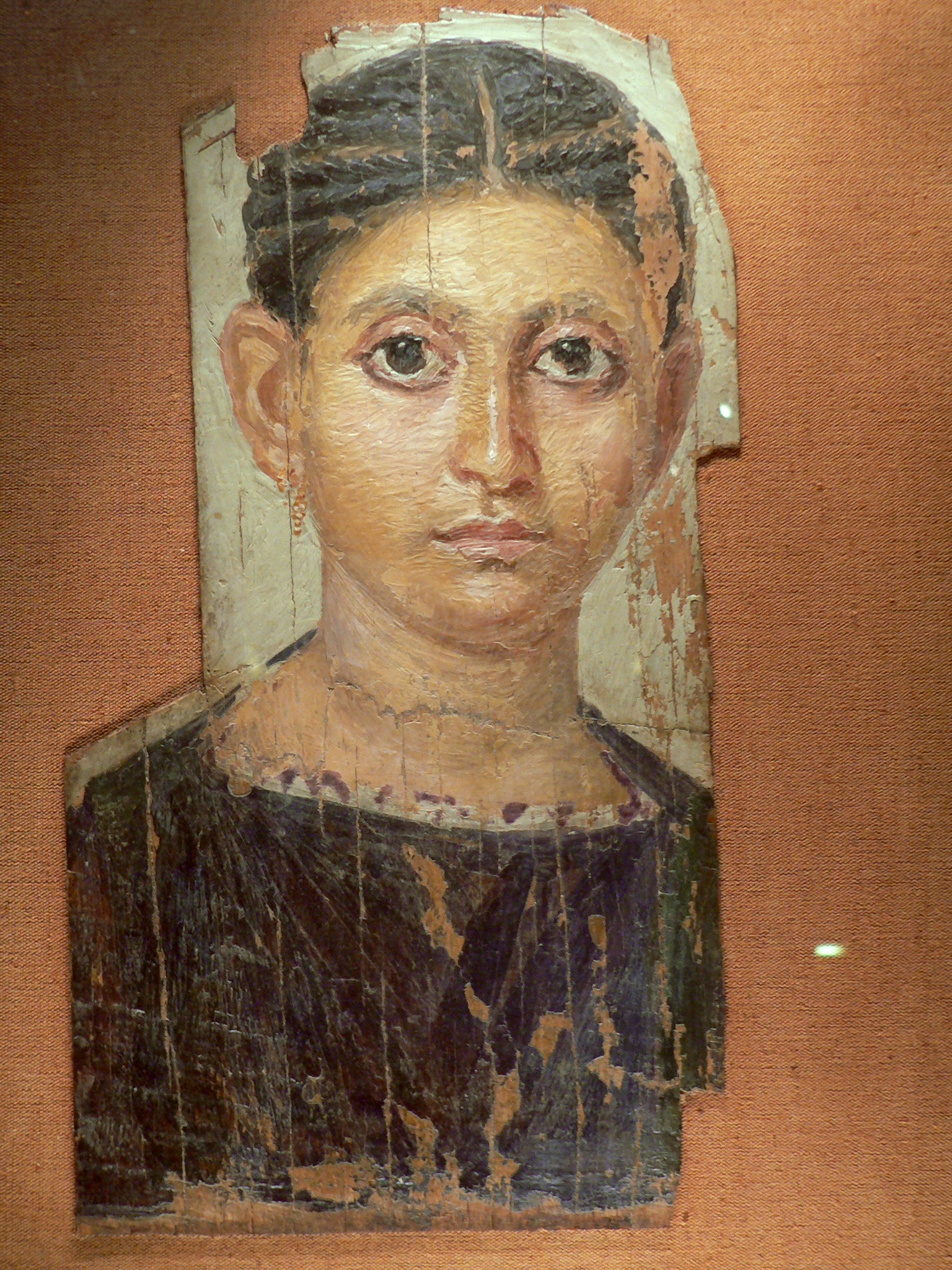
Ritratto del Fayyum
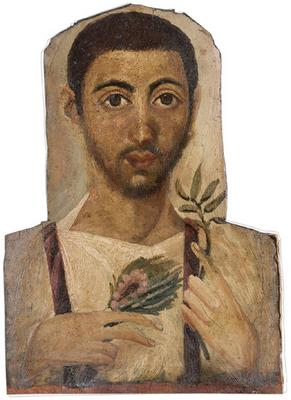
Ritratto del Fayyum
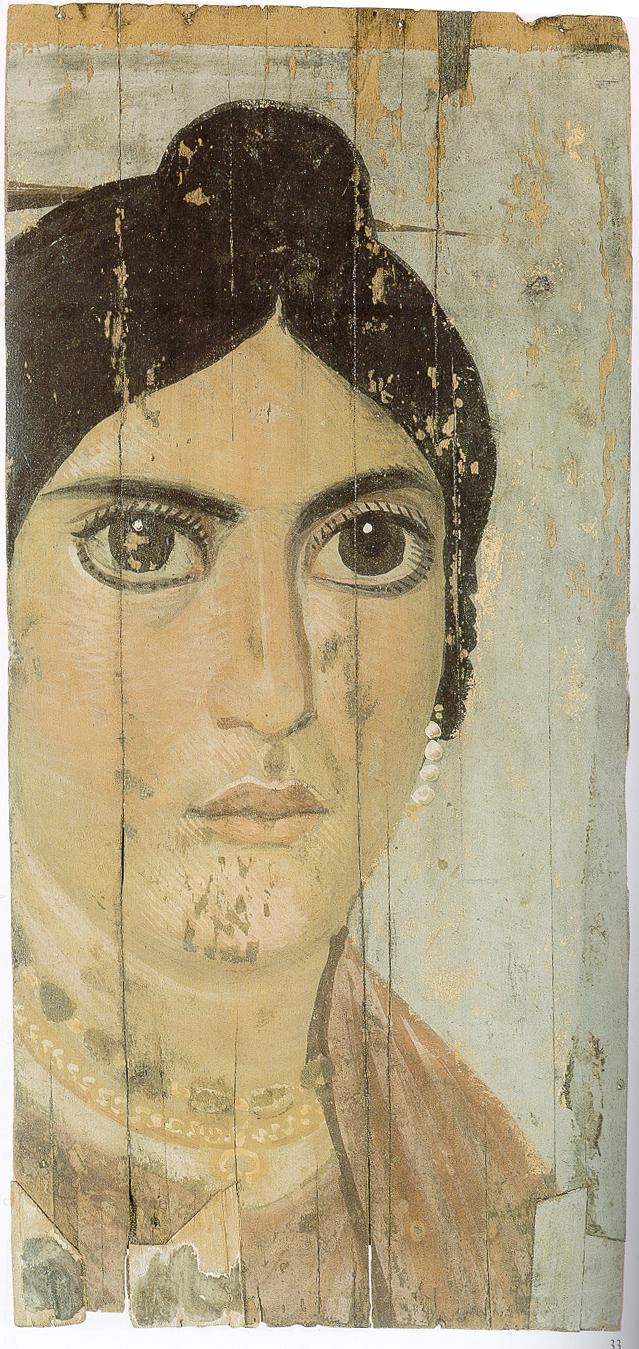
Ritratto del Fayyum
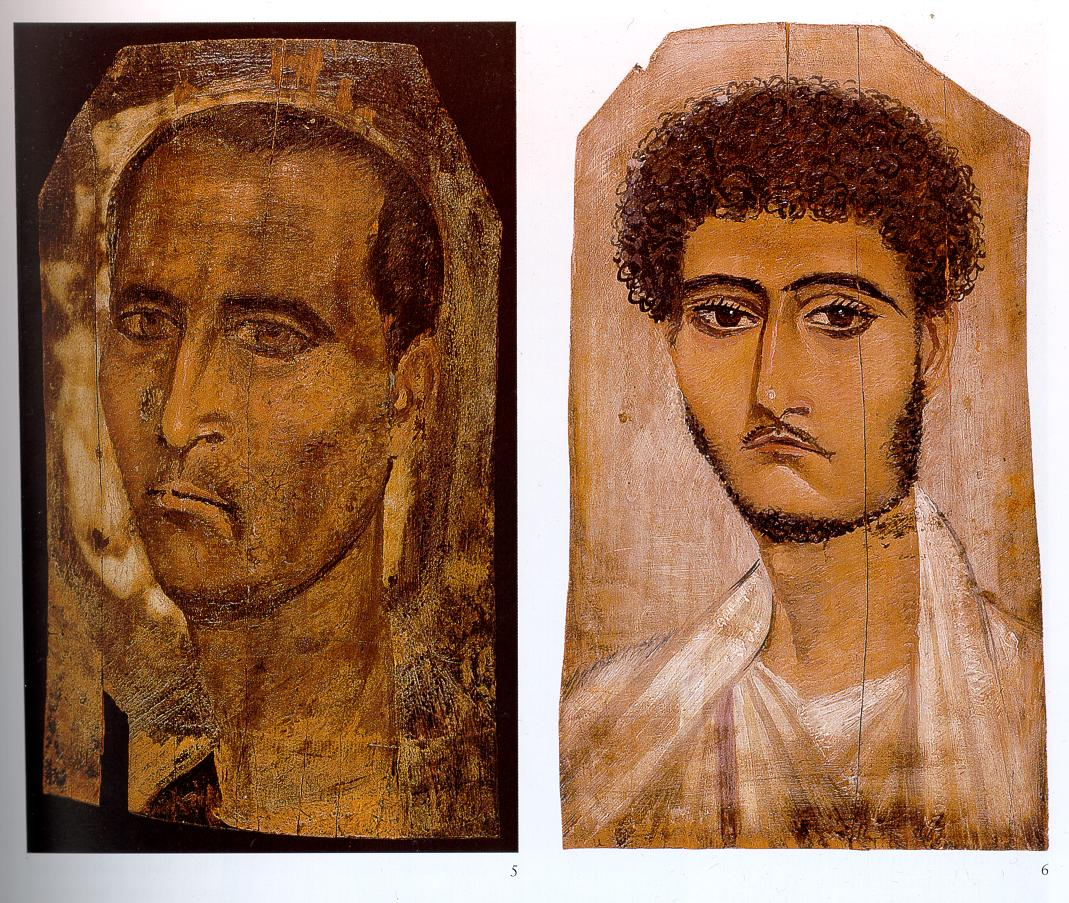
Ritratti del Fayyum

## Sotto Gallieno

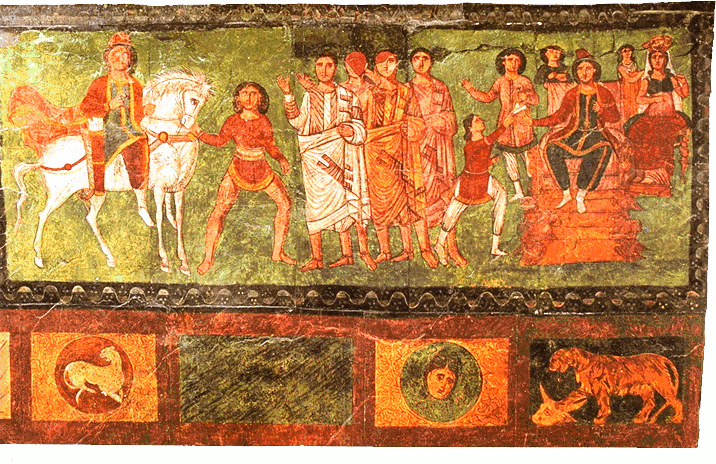
Affreschi della sinagoga di Doura Europos

Le attribuzioni su base stilistica dei ritratti del Fayyum ai periodi successivi all'età severiana, sono più che mai incerte, a causa della nascita in Egitto di uno stile più autonomo, impossibile quindi da confrontare con opere datate di altre parti dell'impero.
Sotto Gallieno alcune pitture, come quelle del sacrario di Luxor, confermano invece come nella pittura ufficiale, almeno nelle province orientali, si mantenesse la tradizione legata all'arte ellenistica. Altre tracce sono le ricostruzioni di cicli pittorici del III secolo fatte a partire da alcune miniature eseguite tra la fine del V e l'inizio del VI secolo, come le complesse raffigurazioni di battaglie dell'Iliade Ambrosiana. Dopotutto proprio alla metà del III secolo si passò nella scrittura dei testi dal rotulo di papiro al codice pergamenaceo, con una più facile recezione dei modelli parietali nelle illustrazioni.
Alla seconda metà del III secolo risalgono le pitture dell'Ipogeo degli Aurelii, sul viale Manzoni a Roma, dove coesistono figure classicheggianti a pitture con piccole figure entro schemi narrativi, create con rapide pennellate. Pare che il soggetto della raffigurazione sia da mettere in relazione con lo gnosticismo, seppure tardo.
Grande importanza rivestono le pitture del mitreo e, soprattutto, della sinagoga di Doura Europos, in Siria, con scene del Vecchio Testamento che sono le più antiche illustrazione conosciute di scene bibliche, nel generale divieto della religione ebraica di rappresentare esseri animati. Questo strappo alla regola ha fatto supporre dunque che le successive iconografie bibliche cristiane non fossero una creazione ex novo, ma potessero essere basate su iconografie giudaiche precedenti. Alcune caratteristiche delle pitture di Doura Europos in effetti sembrano anticipare, di oltre due secoli, la pittura tardoantica prebizantina.

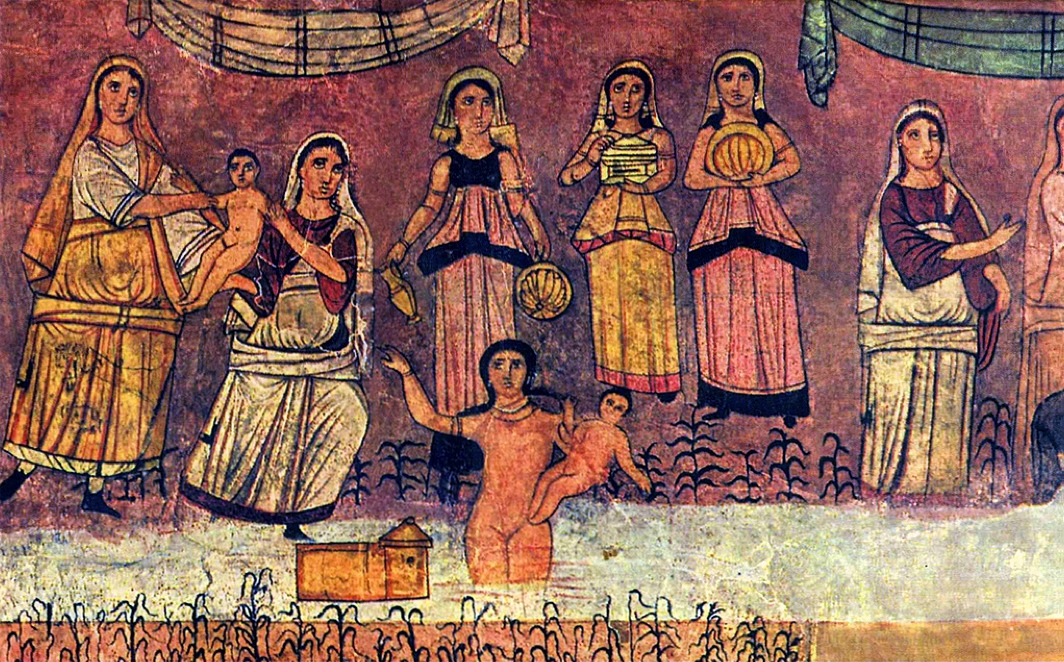
Doura Europos
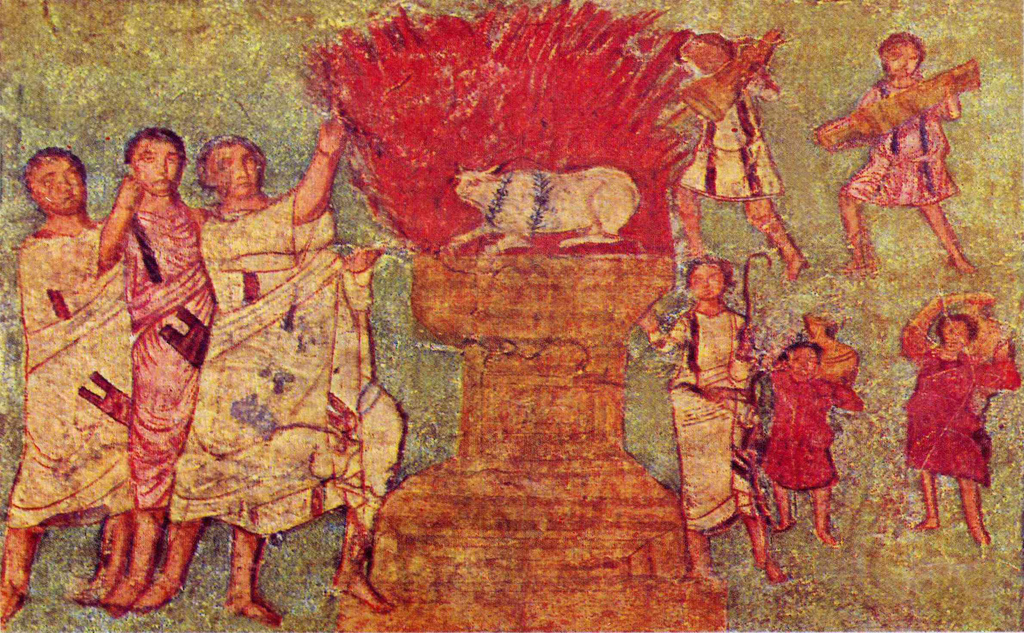
Doura Europos
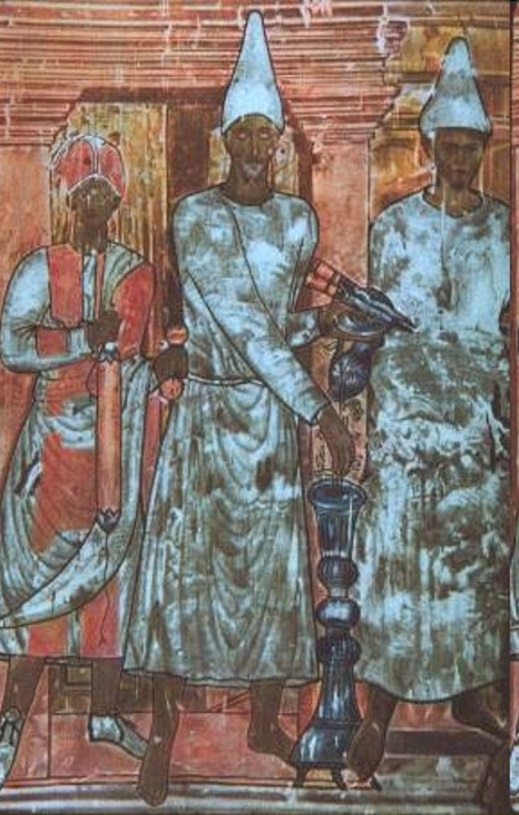
Doura Europos

## Pittura paleocristiana
La pittura dei primi secoli del Cristianesimo derivò i propri stilemi da correnti artistiche già in atto, legate al paganesimo o ad altre religioni, attribuendo però alle rappresentazioni altri significati.
Un esempio emblematico è quello dell'immagine del banchetto, usato già da secoli nell'arte antica specialmente in ambito funerario: divenne la rappresentazione dell'Ultima Cena e quindi simbolo della celebrazione dell'eucaristia, la liturgia fondamentale della nuova religione. Gli elementi di similitudine tra raffigurazioni cristiane e pagane nella medesima attribuzione cronologica hanno portato ad avvalorare l'ipotesi che gli artisti lavorassero indistintamente talvolta su commissione di pagani e talvolta di cristiani. Anche lo stile delle pitture va da un iniziale realismo a forme sempre più simboliche e semplificate, in linea con l'affermazione dell'arte provinciale e plebea nella tarda antichità. Con la fine delle persecuzioni, dal 313, la pittura si fece più sfarzosa, come i coevi esempi di pittura profana.

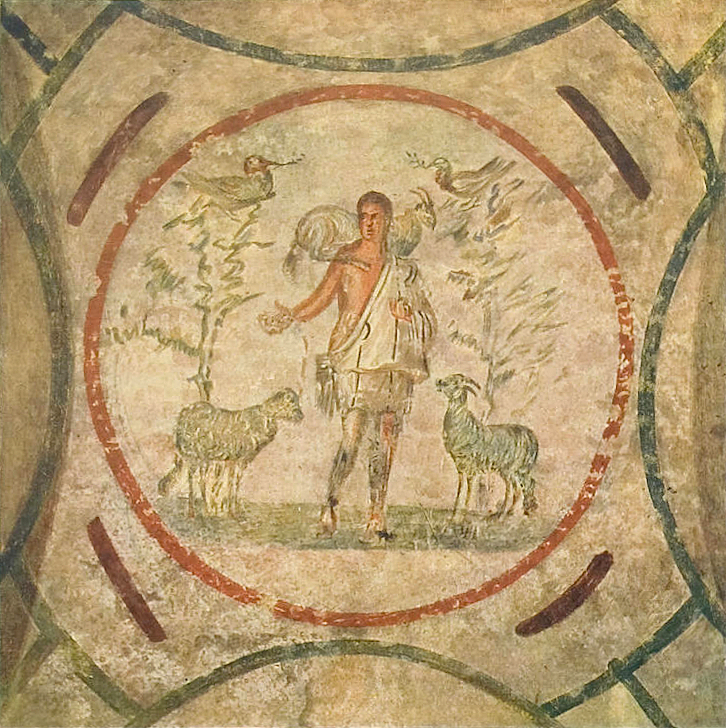
Buon pastore seconda metà del III secolo, Catacombe di Priscilla, Roma

L'aniconismo, cioè il divieto di raffigurare Dio secondo un passo dell'Esodo (XX, 3-5), applicato fino al III secolo, significò la necessità di usare simboli per alludere alla divinità: il sole, l'agnello, simbolo del martirio di Cristo, o il pesce, il cui nome greco (ichthys) era l'acrostico di "Iesus Christos Theou Yos Soter" ("Gesù Cristo Salvatore figlio di Dio").
Altre immagini-segno sono quelle che invece di narrare un avvenimento suggeriscono un concetto: il Buon Pastore, che simboleggiava la filantropia di Cristo, l'orante, simbolo di sapienza, ecc. Anche queste raffigurazioni furono mutuate da iconografie antecedenti: il pastore proviene da scene pastorali o allegorie della primavera, il Cristo-filosofo, deriva dalla figura del filosofo Epitteto seduto.
Gradualmente la perdita di interesse verso la descrizione di avvenimenti reali portò a una standardizzazione delle scene simboliche, con un progressivo appiattimento delle figure, preponderanza di raffigurazioni frontali e perdita del senso narrativo: gli artisti infatti adesso alludono al mondo spirituale, che prescinde dall'armonia formale e dalla verosimiglianza delle forme.

## Tecniche

### Pittura parietale
Per pittura parietale si intende un dipinto realizzato su intonaco di calce fresca con colori macinati e diluiti in acqua. La pittura a tempera veniva eseguita diluendo i colori in solventi collosi e gommosi, con il rosso d'uovo e la cera. La pittura ad encausto, invece, la si otteneva con colori miscelati con la cera.
Esistono numerosi stili di pittura parietale: i più famosi sono gli stili pompeiani, che coprono un arco dal II secolo a.C. al 79 d.C. Essi vengono tradizionalmente divisi in quattro stili, partendo dal I stile di stampo greco-sannitico a il IV stile di stampo neroniano. Ovviamente anche a Roma ci sono grandi esempi di questi quattro stili pittorici Pompeiani.

### Pittura su tavola
La pittura su tavola era sicuramente praticata in tutto il Mediterraneo, ma i reperti pervenuteci sono molto rari e limitati unicamente a zone dove le condizioni climatiche hanno permesso la conservazione, come l'Egitto, in particolare la zona del Fayyum, da dove provengono numerosi ritratti funerari.

### Pittura compendiaria
La pittura compendiaria a Roma è un tipo di pittura eseguita su oggettistica (per es. vasi o piatti). Essa è molto veloce e stilizzata: il pennello sfiora solo velocemente il supporto, su cui è stato fatto prima uno schizzo del disegno. Non vi è marcatura dei contorni, tutto appare spontaneo.